# Torrent de la Cansalada
El torrent de la Cansalada (anomenat així al Vallès Occidental) o torrent de la Font de la Cansalada (anomenat així al Bages) és un torrent del Vallès Occidental, que neix a la serra de l'Obac i desemboca a la riera de Mata-rodona.